# Mark Green
Mark Edward Green (Jacksonville, 8 novembre 1964) è un politico statunitense, membro della Camera dei Rappresentanti per lo stato del Tennessee dal 2019 al 2025.

## Biografia
Dopo essersi diplomato alla United States Military Academy di West Point, entra nell'esercito americano partecipando anche alle missioni in Afghanistan e Iraq. Durante la permanenza nell'esercito ha anche conseguito una laurea in medicina alla Wright State University e dopo il congedo nel 2006, è diventato CEO di un'azienda di medicina di emergenza.
Entra per la prima volta in politica nel 2012 quando viene eletto al Senato statale del Tennessee. Nel 2017 era stato nominato Segretario all'Esercito dal Presidente Donald Trump ma ha ritirato la sua candidatura prima del voto di conferma da parte del Senato dopo le controversie seguite all'emergere di un suo vecchio commento offensivo nei confronti dei transgender.  Nel 2018 si candida alla Camera dei rappresentanti nel settimo distretto del Tennessee dopo che Marsha Blackburn aveva lasciato il seggio per candidarsi al Senato. Alle elezioni del 6 novembre batte il democratico Justin Kanew con più del 66% dei voti.